# Rochester (Nowy Jork)

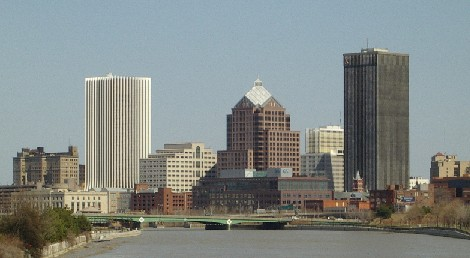
Widok miasta z rzeki Genesee

Rochester – miasto w Stanach Zjednoczonych, w stanie Nowy Jork, siedziba hrabstwa Monroe, nad jeziorem Ontario i rzeką Genesee pomiędzy Buffalo i Syracuse. Miasto ma 219 773 mieszkańców, obszar metropolitalny 1,04 mln mieszkańców (dane z 2000 roku).
W mieście znajduje się centrala firmy Eastman Kodak. W Rochester powstały także: Xerox, wciąż utrzymujący w mieście większą część biur, Western Union i Bausch & Lomb, które jednak przeniosły swoje siedziby w inne miejsca.

## Transport
Miasto jest obsługiwane przez lotnisko „Greater Rochester International Airport”, wiele linii kolejowych (m.in. Amtrak). Autobusy ‘Greyhound’ i ‘Trailways’ dojeżdżają do Rochester. Prom „Spirit of Ontario” pływał w 2004-2005 pomiędzy Rochester i Toronto w Kanadzie. Od 1927 do 1957 roku Rochester miało metro, planuje się je odbudować.

## Uczelnie
- Rochester Institute of Technology
- University of Rochester
- St. John Fisher College(inne języki)
- Roberts Wesleyan College(inne języki)
- Monroe Community College(inne języki)
- Nazareth College
- Eastman School of Music

## Sport
- Rochester Americans – klub hokejowy
- Rochester Knighthawks – klub lacrosse
- Rochester Rhinos – klub piłkarski

## Miasta partnerskie
- Rennes, Francja
- Würzburg, Niemcy
- Caltanissetta, Włochy
- Rechowot, Izrael
- Kraków, Polska
- Bamako, Mali
- Waterford, Irlandia
- Nowogród Wielki, Rosja
- Hamamatsu, Japonia

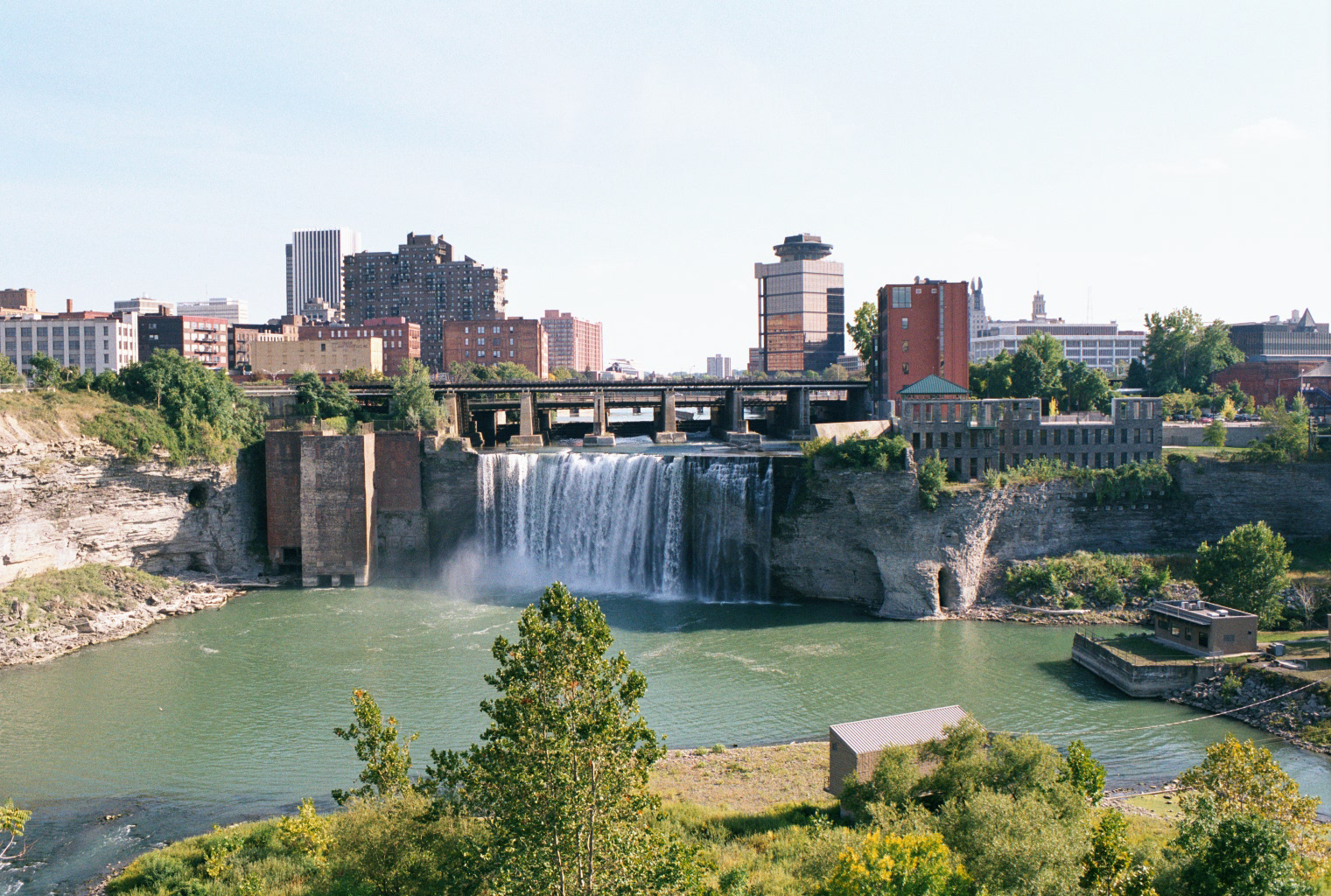
High Falls

- Puerto Plata, Dominikana
- Kadyks, Hiszpania